# Pomnik konny Jana III Sobieskiego w pałacu w Wilanowie
Pomnik konny Jana III Sobieskiego w pałacu w Wilanowie – pomnik konny z białego gipsu (z dodatkiem słomy, gałęzi i metalu) usytuowany w przejściu z Sali Białej do galerii południowej pałacu w Wilanowie Królewskim autorstwa anonimowego rzeźbiarza z około 1693 roku.
Pomnik przedstawia króla Polski i wielkiego księcia litewskiego Jana III Sobieskiego upozowanego na rzymskiego imperatora (ubrany jest w antyczną zbroję karacenową i szyszak) z regimentem w prawej dłoni. Król siedzi na wspiętym koniu, pod którym leżą powalone postacie tureckich żołnierzy co symbolizuje zwycięstwo Sobieskiego nad Turkami w bitwie pod Wiedniem.

## Galeria

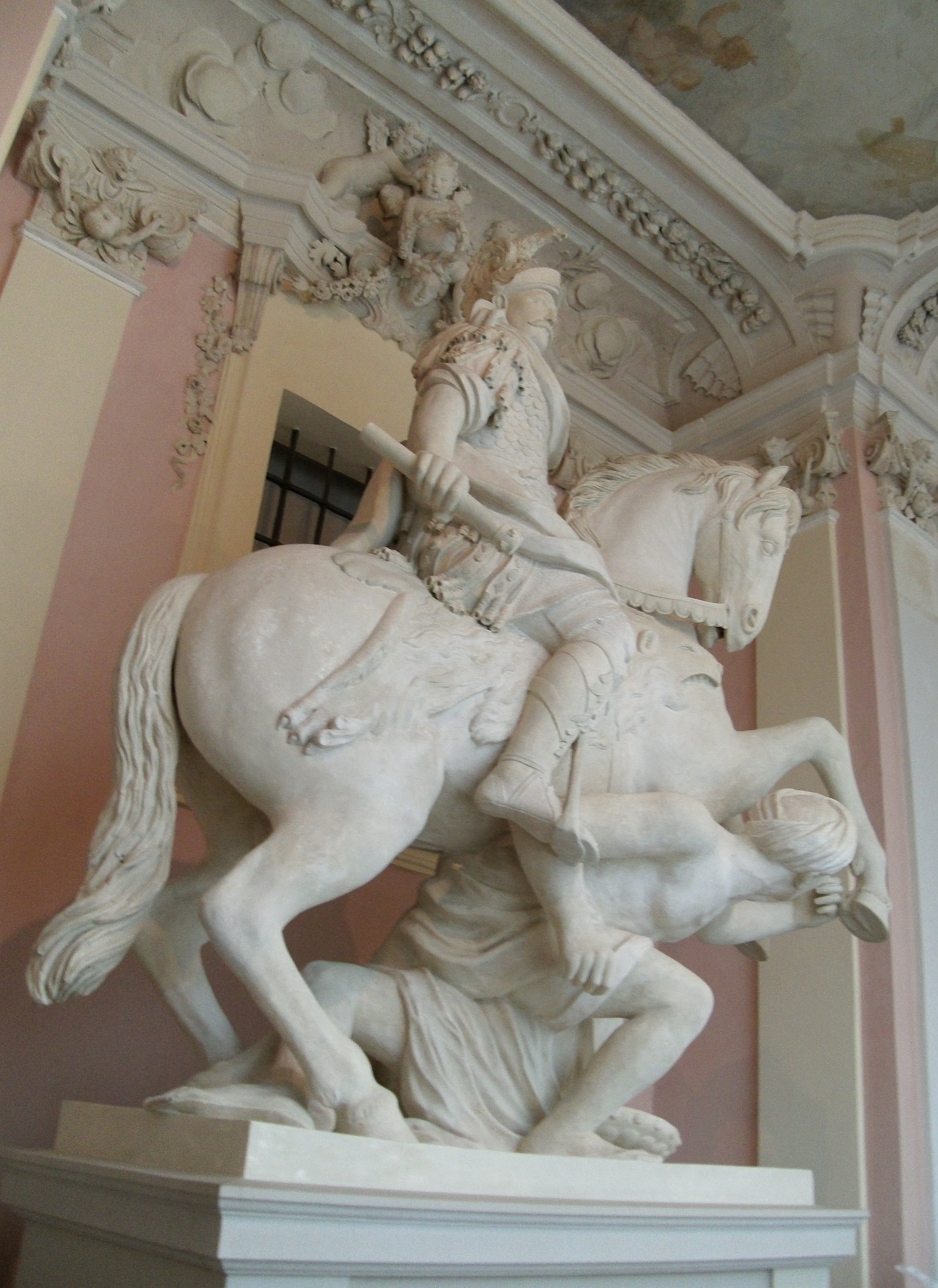
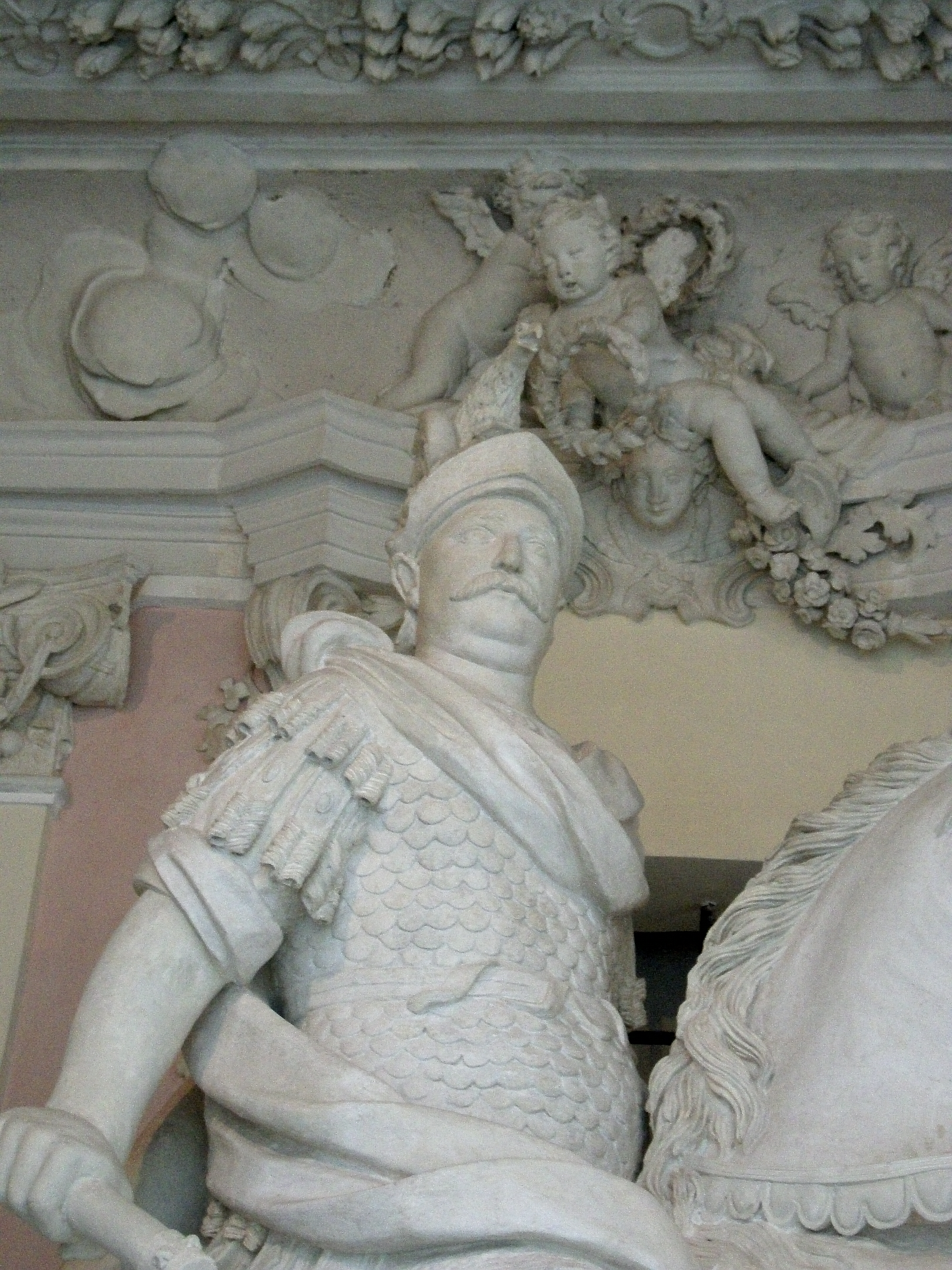
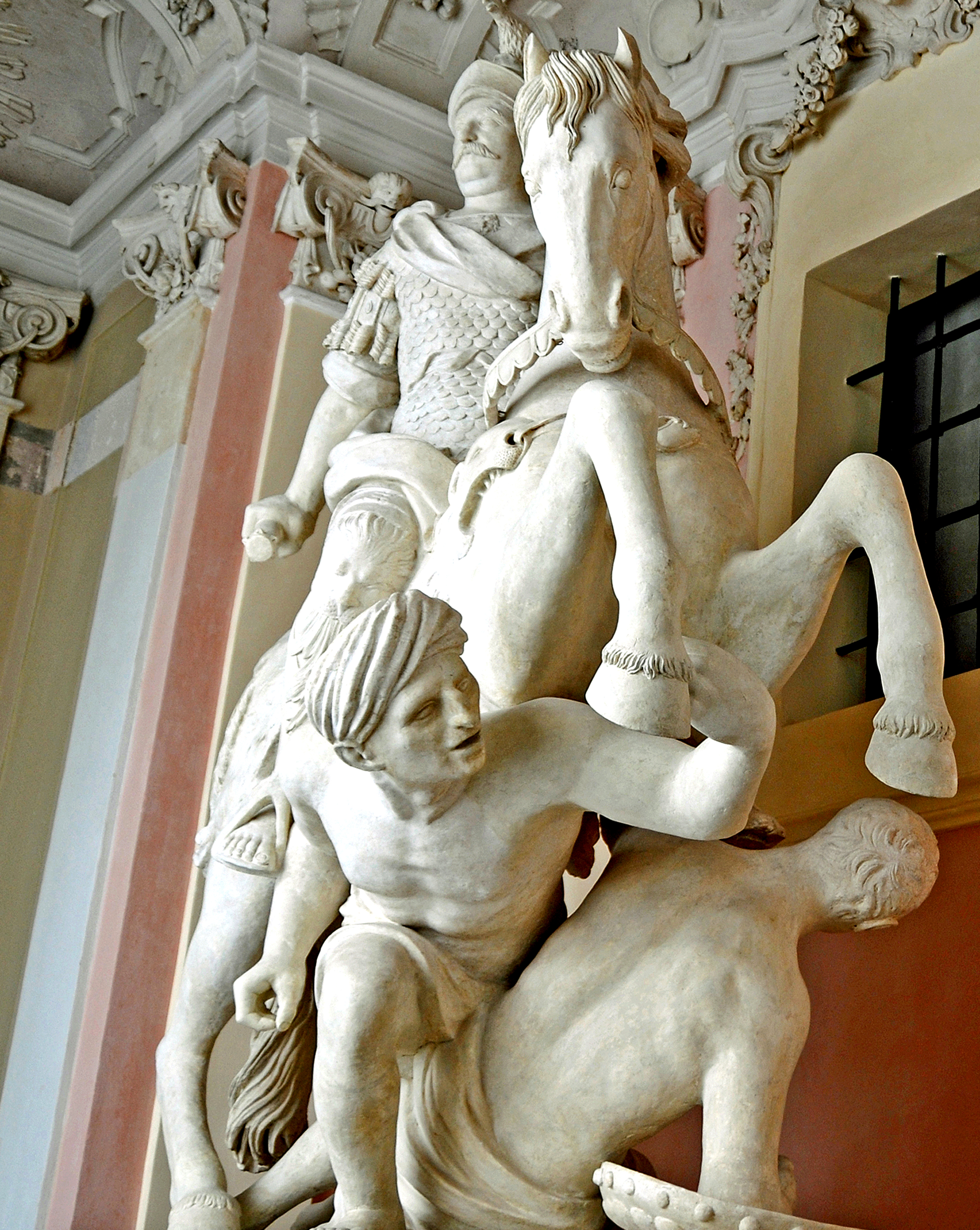